# 일본 제국 해군의 전투 서열 (1945년 6월 1일)
이 문서는 일본 제국 해군의 1945년 6월 1일자 전투 서열 목록이다
목록에서 괄호가 쳐진 일부 함선은 실제로는 침몰하였으나, 서류에만 재적되어 있었다.
| - 대본영 - 남동방면함대 - 제8함대 - 제11항공함대 - 남서방면함대 - 제3남견함대 - 군령부 - 해군총대 - 연합함대 - 제4함대 - 제6함대 - 제7함대 - 제1항공함대 - 제3항공함대 - 제5항공함대 - 제10항공함대 - 제12항공함대 - 제10방면함대 - 제1남견함대 - 제2남견함대 - 제13항공함대 - 지나방면함대 - 해상호위총사령부 - 진수부 - 경비부 |

## 대본영

### 남동방면함대
- 직속
  - 제14근거지대
  - 제80, 83경비대
- 부속
  - 제81, 84~86경비대
  - 제8잠수함 기지대
  - 요코스카 진수부 소속
    - 제8특별육전대
    - 제8통신대
    - 제8항무대
    - 제101설영대
- 제8함대
  - 직속: 제1근거지대
    - 제82, 87, 88경비대
    - 제1통신대
    - 사세보 진수부 제6특별육전대
    - 구레 진수부 제7특별육전대

  - 부속: 제20, 26, 32, 34, 121, 131설상대
- 제11항공함대
  - 제958해군항공대
  - 제105항공기지대
  - 제18, 28, 211, 212설상대

### 남서방면함대
- 직속: 제26항공전대
  - 북비 해군항공대[fn 1], 중비 해군항공대[fn 2], 남비[fn 3] 해군항공대, 제141해군항공대, 제153해군항공대
  - 제201해군항공대, 제221해군항공대, 제341해군항공대, 제761해군항공대, 제763해군항공대
  - 제37경비대
- 제3남견함대
  - 제30근거지대
    - 제21호 소해정
    - 서캐롤라인 해군항공대, 제45, 46경비대, 제30항무부, 제3통신대, 제6특설수송대

  - 제31특별근거지대
    - 제35경비대, 제31항무부, 제31통신대

  - 제32특별근거지대
    - 제33경비대, 제32통신대, 제10특설수송대

  - 제33특별근거지대
    - 제36경비대

  - 부속: 제21구잠대, 제12어뢰정대, 제25어뢰정대, 제31어뢰정대
    - 제955해군항공대, 제135, 136, 166～168, 183～185, 187, 204～207방공대
    - 제205, 214, 215, 225, 235, 301, 308, 311, 318, 328, 331, 332, 3011설상대, 제9특설수송대

## 해군총대

### 연합함대
- 부속
  - 전함: (무사시), (야마토), (후소), (야마시로)
  - 항공모함: (즈이카쿠), (다이호), 가쓰라기, (시나노), 가이요
  - 경순양함: 기타가미, (야하기)
  - 제22전대: 제1～4감시정대, 기쿠마루
  - 제31전대: 하나쓰키
    - 제17구축대: (하마카제), 유키카제
    - 제21구축대: 하쓰시모
    - 제41구축대: 후유쓰키, 스즈쓰키, 요이즈키, 나쓰즈키
    - 제43구축대: 다케, 마키, 기리, 가야, 쓰타, 시이
    - 제52구축대: 스기, 모미, 가시, 히노키, 가에데, 하기, 나시, 니레

  - 제11수뢰전대: 사카와
    - 제53구축대: 사쿠라, 나라, 쓰바키, 야나기, 다치바나, 게야키
    - 구축함: 가키, 스미레, 에노키, 구스노키, 오다케, 하쓰자쿠라, 가파

  - 제101항공전대
    - 제1001해군항공대
    - 제1021해군항공대
    - 제1022해군항공대
    - 제1081해군항공대

  - 제10특공전대: 나미109
  - 제1구축대: 가미카제, 시오카제, 아사가오
  - 구축함: 우시오, 유카제, 나미카제
  - 표적함: 야카제, 세쓰, 하카치, 오하마
  - 제9, 11, 15수송함, 제28, 30호 구잠정
  - 제1연합통신대

#### 제4함대
- 제4근거지대
  - 제41～44, 47～49, 67경비대, 제4통신대, 제4항무부
- 제6근거지대
  - 제62～66경비대
- 부속: 동캐롤라인 해군항공대, 마리아나 해군항공대, 요코스카 진수부 제2특별육전대, 제216, 221, 223, 227설상대

#### 제6함대
- 이8, 이12
- 제1잠수대 : 이13, 이14, 이400, 이401
- 제15잠수대 : 이36, 이44, 이46, 이53, 이58, 이361, 이363 이366, 이367
- 제16잠수대 : 이369, 이372, 나미102, 나미103, 나미104, 나미105
- 제34잠수대 : 이156, 이157, 이158, 이159, 이162, 이1675, ?46, 이50, ?109
- 제11잠수전대 : 초게이, 이201, 이202, 이373
- 제631해군항공대
- 제31잠수함기지대

#### 제7함대
- 부속: 제18전대; 1945년 6월 5일, 전대 사령부만 폐지.
  - 기뢰부설함: 도키와, 고에이마루, 에이조마루
  - 시모노세키 방위대
- 직속: 을급 해방함 (제102, 104 106, 154해방함)

#### 제1항공함대
- 제132해군항공대
- 제133해군항공대
- 제205해군항공대
- 제765해군항공대

#### 제3항공함대
- 직속
  - 간토 해군항공대, 쓰쿠바 해군항공대, 제131해군항공대, 제252해군항공대
  - 제601해군항공대, 제706해군항공대, 제722해군항공대, 제752해군항공대
- 제13항공전대
  - 스즈카 해군항공대, 오이 해군항공대, 아오시마 해군항공대, 야마토 해군항공대, 제3오카자키 해군항공대, 미네야마 해군항공대, 가시마 해군항공대, 제2고와 해군항공대
- 제53항공전대
  - 제210해군항공대, 도요하시 해군항공대, 나고야 해군항공대

#### 제5항공함대
- 직속
  - 사이카이 해군항공대, 산인 해군항공대, 난세이 군도 해군항공대, 다쿠마 해군항공대
  - 제171해군항공대, 제634해군항공대, 제701해군항공대, 제721해군항공대
  - 제762해군항공대, 제801해군항공대, 제931해군항공대
- 제12항공전대
  - 도쿠시마 해군항공대, 고치 해군항공대, 간논지 해군항공대, 사이조 해군항공대, 이와쿠니 해군항공대, 지쿠조 해군항공대, 하카타 해군항공대, 이사하야 해군항공대, 광주 해군항공대, 부산 해군항공대, 아마쿠사 해군항공대, 후쿠야마 해군항공대
- 제72항공전대
  - 제203해군항공대, 제332해군항공대, 제343해군항공대, 제352해군항공대
- 규슈 해군항공대
- 우치카이 해군항공대
- 부속
  - 제12, 23육상수송대

#### 제10항공함대
- 가스가미우라 해군항공대
- 도쿄 해군항공대
- 제2고오리야마 해군항공대
- 진마치 해군항공대
- 야타베 해군항공대
- 원산 해군항공대
- 햐쿠리하라 해군항공대
- 마쓰시마 해군항공대

#### 제12항공함대
- 지시마 방면 근거지대
  - 제3어뢰정대
  - 제51~53, 57경비대, 시무 통신대, 제15특설수송대
- 직속
  - 호쿠토 해군항공대

### 제10방면함대
- 직속:
- 제5전대: (하구로)[fn 4][fn 5], 아시가라
- 경순양함: 이스즈[fn 6][fn 5]
- 포함 "난카이"
- 제33, 105방공대
- 제36, 201, 202, 203, 224, 232설영대
- 제25근거지대
  - 설영함 "와카타카", 수뢰정 "키지"
  - 제7, 20, 21, 26, 27, 29경비대
- 제27특별근거지대
- 제28근거지대
  - 제18경비대
- 부속: (이스즈)[fn 7], 난카이
  - 제33, 105방공대, 제36, 201～203, 224, 232설상대

#### 제1남견함대
- 제9특별근거지대
  - 하쓰타카
- 제10특별근거지대
  - 제4, 34호구잠정, 제44소해대
  - 제10항무부, 제10통신대
- 제11근거지대
  - 제41, 43호구잠정
  - 제10, 11경비대
- 제12특별근거지대
  - 雁 간 카리
  - 제14, 25경비대
- 제13특별근거지대
  - 제12, 13, 17경비대
- 제15근거지대
  - 제11구잠대
  - 제9경비대, 제11잠수함기지대
- 부속
  - 묘코, 다카오, 제61호 해방함, 제57호 구잠정
  - 제3110설상대

#### 제2남견함대
- 제21특별근거지대
  - 제1～3호구잠정
  - 제3～6경비대, 제21잠수함기지대, 제1항무부, 제21통신대
- 제22특별근거지대
  - 제4, 5, 56호구잠정, 제2, 36호초계정
  - 제2경비대, 제2항무부
- 제23특별근거지대
  - 제8호소해정
  - 제8경비대
- 부속: 제106, 109호초계정
  - 제7특설수송대

#### 제13항공함대
- 직속
  - 제31해군항공대
  - 제381해군항공대
  - 제936해군항공대
- 제28항공전대:
  - 말레이 해군항공대
  - 동인도 해군항공대
  - 인도차이나 해군항공대

### 해상호위총사령부
- 직속: 제901해군항공대
- 제1호위함대
- 제102전대; 7월 5일, 제2해방대로 재편성됨.[1]
  - 가시마, 간쥬, 가사도, 제2, 29, 34, 41, 81호 해방함
- 제103전대; 7월 10일, 제7함대로 전속됨.[1]
  - 하루쓰키, 오키, 미야케, 하부시, 가나와, 우쿠, 제59, 60, 67, 192, 213호 해방함
- 부속: 제1, 11, 12, 21, 22, 31해방대
  - 제17, 39, 41호소해정
  - 제31구잠대, 제19, 20, 21, 26, 60호구잠정
- 제105전대; 7월 10일, 전속됨.
  - 히비키, 해방함 6척

### 진수부

#### 요코스카 진수부
- 제1특공전대(요코스카 )- 大林末雄 소장
  - 잠수함 나미109
  - 요코스카 돌격대
  - 제15돌격대(시모다)
  - 제16돌격대(에노우라)
  - 제18돌격대(가쓰우라)
  - 제71돌격대(에나)
- 제4특공전대(미에 )- 三戸寿 소장
  - 잠수모함：고마하시
  - 제13돌격대(도바)
  - 제19돌격대(아고)
- 제7특공전대(가쓰우라) - 杉浦矩郎 대좌
  - 제12돌격대(가쓰우라)
  - 제14돌격대(노노하마)
  - 제17돌격대(고나하마)
- 제20연합항공대(오이)- 久邇宮朝融王 중장
  - 스노사키 해군항공대 - 山県駿二 대좌
  - 후지사와 해군항공대 - 上田泰彦 대좌
  - 다우라 해군항공대 - 土田久雄 중좌
  - 제1사가미노 해군항공대 - 篠崎磯次 대좌
  - 제2사가미노 해군항공대 - 篠崎磯次 대좌
  - 제1고리야마 해군항공대 - 坂倉武 대좌
  - 제1고와 해군항공대 - 다나카 와사부로 田中和三郎 대좌
  - 쓰치우라 해군항공대 - 후지요시 나오시로 藤吉直四郎 소장
  - 미에 해군항공대 - 가토 나오 加藤尚雄 소장
  - 시가 해군항공대 - 別府明朋 소장[2]
- 요코스카 해군항공대 - 마쓰다 지아키(일본어판) 소장
- 다테야마 해군항공대 - 오니즈카 다케지 鬼塚武二 대좌
- 제312해군항공대(미쓰비시 J8M "스스이") - 柴田武雄 대좌
- 제725해군항공대 - 鈴木正一 대좌
- 지미치마 방면 특별근거지대 - 森国造 중장
- 요코스카 해군시설부 - 日岡長明 기술소장
  - 요코스카 설영대 - 日岡長明 기술소장
  - 제208설영대(하치조섬)- 浜田徳一 기술대위
  - 제209설영대(지미치마) - 吉本屋弁治 기술대위
  - 제5010설영대(도쿄)- 桑原朝彦 기술대위
  - 제5011설영대(도쿄)- 岡本吉太郎 기술중좌
  - 제5012설영대(고리야마 )- 大島郁彦 기술대위
  - 제5013설영대(도요가와)- 斎藤順一 기술대위
  - 제5014설영대(이시오카石岡)- 西松長司 기술대위
  - 제5015설영대(도모베)- 士堅秀 기술대위
  - 제5016설영대(하기노)- 小林茂 기술대위
  - 제5017설영대(미나미타마)- 乗杉恂 기술대위
  - 제5018설영대(이와키)- 吉田貞雄 기술대위
  - 제5019설영대(가케가와)- 松本有 기술대위
- 요코스카 해군공창 - 細谷信三郎 중장
  - 제1항공기술창 - 多田力三 중장

#### 구레 진수부
- 제81전대(구레): 水井静治 소장
  - 제48호해방함
  - 시모노세키 방비대
- 제2특공전대(구레): 長井満 소장
  - 가사도 돌격대
  - 히라오 돌격대
  - 히카리 돌격대
  - 오미와돌격대: 山田盛重 대좌
  - 제81돌격대(구레)
- 제8특공전대(구레): 清田孝彦 소장
  - 사에키 해군항공대: 野村勝 중좌
  - 제21돌격대(스쿠모)
  - 제23돌격대(스자키)
  - 제24돌격대(사에키)
- 구레 잠수전대: 市岡寿소장
  - 제33잠수대: 小泉麒一대좌
    - 이49, 이62, 이63, 이64, 이67, 이68, 이500
- 구리시타 해군항공대: 森本丞 소장
- 구레 해군시설부: 田中秀康 기술대좌
  - 구레 설영대: 田中秀康 기술대좌
  - 제3111설영대(이와쿠니): 小林健三郎 기술소좌
  - 제3113설영대(간논지): 木村成博 기술대위
  - 제3114설영대(오이테): 沼田等 기술소좌
  - 제3115설영대(도쿠야마): 首藤安正 기술대위
  - 제3116설영대(미나기): 小森久 기술대위
  - 제3117설영대(스쿠모): 諸富有海 기술소좌
  - 제5110설영대(사에키): 중松敦雄 기술소좌
  - 제5111설영대(이와쿠니): 小林健三郎 기술대위
  - 제5112설영대(간논지): 木村成博 기술대위
  - 제5113설영대(고치): 島本茂 기술대위
  - 제5114설영대(구라시타): 飯敏夫 기술소좌
  - 제5115설영대(시모노세키): 信岡龍 二기술대위
  - 제5116설영대(구레): 杉江直巳 기술중좌
  - 제5117설영대(도쿠야마): 橘好茂 기술소좌
  - 제5216설영대(오무타): 織田文雄 기술대위
- 구레 해군 공창: 妹尾知之 중장

#### 사세보 진수부
- 부속
  - 준요, 제44, 118, 215, 219호 해방함, 제27어뢰정대
- 제951해군항공대
- 오키나와 방면근거지대
- 제3특공전대
- 제5특공전대: 제49, 58호 구잠정
- 제22연합항공대

#### 마이즈루 진수부
- 부속
  - 제35소해대
- 제51전대: 로68, 로500, 야스타카, 이카라, 이오지마, 하부토, 다카네, 제75, 79, 87, 124, 156, 158, 200, 225호 해방함
- 제105전대: 히비키, 제12, 40, 65, 112, 150, 205호 해방함
- 제23연합항공대

### 경비부

#### 오미나토 경비부
- 제47, 49, 196, 221호 해방함, 제28소해대, 제52소해대, 제15호 구잠정, 오토마리, 이시자키, 제2호 신코마루, 제52포정대
- 제104전대: 후카에, 구나시리, 하치조, 가사토, 시무슈, 에토루후
- 제903해군항공대

#### 진해 경비부
- 제48, 49소해정
- 라진 방면특별근거지대
- 뤼순 방면특별근거지대

#### 다카오 경비부
- 다카오 방면근거지대
- 마궁 특별근거지대
- 타이완 해군항공대

#### 오사카 경비부
- 제6특공전대: 제30, 190호 해방함, 제104호 초계정
- 제24연합항공대

## 같이 보기
- 일본 제국 해군의 전투 서열 (1941년 12월 10일), 태평양 전쟁 발발 당시
- 일본 제국 해군의 전투 서열 (1942년 7월 14일), 미드웨이 해전 이후
- 일본 제국 해군의 전투 서열 (1943년 4월 1일), 과달카날 제도 철수 이후
- 일본 제국 해군의 전투 서열 (1944년 4월 1일), 전시편제제도 개정
- 일본 제국 해군의 전투 서열 (1944년 8월 15일), 마리아나 해전 이후
- 일본 제국 해군의 전투 서열 (1945년 3월 1일), 기쿠스이 작전 직전

## 참고

### 인용
1. 1 2  戦史叢書93 1976, 400b쪽.
2. ↑  昭和20年7月11日付 秘海軍辞令公報 甲 제1853호。アジア歴史資料センター レファレンスコード C13072106000 で閲覧可能。

### 자료
- 坂本正器 (2003).  福川秀樹, 편집. 《日本海軍編制事典》 (일본어). 芙蓉書房. ISBN 4-8295-0330-0.
- 防衛庁防衛研修所戦史室 (1976). 《聯合艦隊＜7＞戦争最終期》. 戦史叢書 (일본어) 93. 朝雲新聞社. ASIN B000J9E2HO.